# Acarianul de praf
Dermatophagoides pteronyssinus sau Acarianul european de praf este o specie cosmopolită în locuințele umane.

## Descriere
Acest acarian are dimensiuni foarte mici și este vizibil doar pe un fundal întunecat la o lumină normală. El măsoară 420 micrometri în lungime și 250-320 microni în lățime. El este așa de mic, încât poate fi transportat de particulele de praf ce plutesc în aer sau de mici curenți de aer. Corpul este de culoare albăstruie, în formă dreptunghiulară. Durata medie de viață pentru un mascul este de 10-19 zile. În schimb femela trăiește 70 de zile, depunând aproximativ 60-100 ouă în ultimele 5 săptămâni de viață. 

## Modul de viață
Acarianul de praf habitează în toate tipurile de climă, chiar și la altitudini mari. Un om pierde aproximativ 1,5 grame de celule ale pielii (cca 0,3-0,45 kg pe an, ceea ce este suficient pentru a alimenta un milion de acarieni). Acest acarian prosperă în locurile cu umiditate ridicată, în special în bucătărie și dormitor. Acesta preferă saltelele, covoarele și lenjeria de pat, densitate lui poate ajunge la 188 indivizi/g de praf. Chiar și în zonele cu climă uscată, acarianul de praf poate supraviețui și se dezvoltă cu ușurință, mai ales special în perne, care au o umiditate provenită din respirația și transpirația omului. Acarianul de praf se hrănește cu diferite particule organice, inclusiv cu particule de piele. El selectează substanțe predescompuse de ciuperci. Unele și aceleași substanțe (particule) pot fi consumate de mai multe ori, mâncând chiar și fecalele lor, deoarece digestia de fiecare dată este parțială și intestinul nu are capacitatea să absoarbă toți nutrienții. 

## Acarianul de praf și omul
Acarianul de praf poate provoca astm și alergie. De aceea se impune respectarea măsurilor igienice.